# 般遮羅

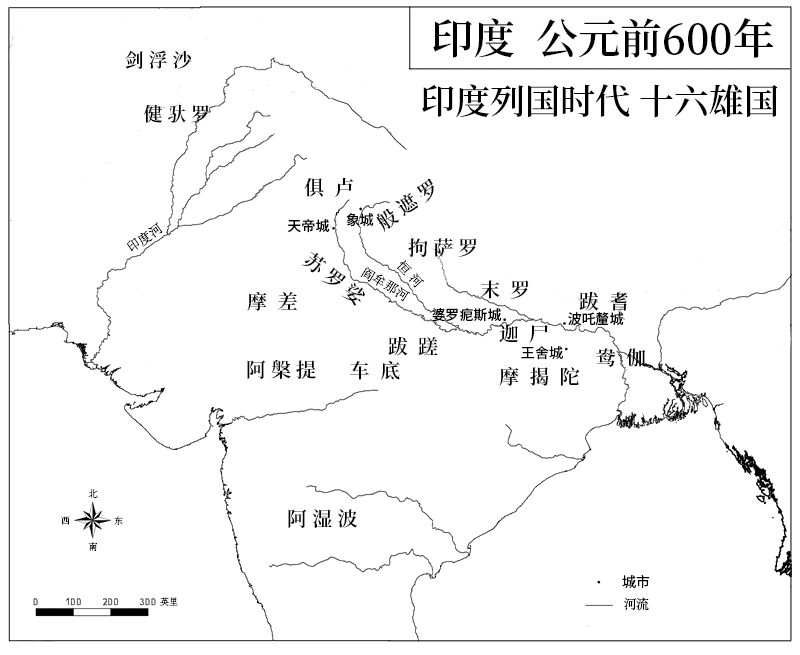
印度十六大國

般遮羅國，又譯般闍羅國，是古印度十六大國之一，位於恆河上游與亞穆納河之間，大致相當於今日的北方邦法魯卡巴德縣附近。在吠陀時代般遮羅國就是地區強國之一，與鄰國俱盧關係密切。
在印度史詩摩訶婆羅多中，般遮羅國王是黑公主的父親木柱王。俱盧之戰中木柱王是般度族的盟友，後在戰鬥中被德羅納殺死。